# Marie-Amélie de Brandebourg
Marie-Amélie de Brandebourg-Schwedt (26 novembre 1670 à Cölln – 17 novembre 1739 au château de Bertholdsburg à Schleusingen) est une princesse de la lignée de Brandebourg-Schwedt, de la Maison de Hohenzollern et par mariage duchesse de Saxe-Zeitz.

## La famille
Elle est la fille du "Grand Électeur" Frédéric-Guillaume Ier de Brandebourg de son second mariage avec Sophie-Dorothée de Schleswig-Holstein-Sonderbourg-Glücksbourg, fille du duc Philippe de Schleswig-Holstein-Sonderbourg-Glücksbourg.

## Biographie
En 1709, alors qu'elle est duchesse, elle visite la fontaine Guillaume, aux vertus thermales à Schleusingen. Elle favorise le développement de Schleusingen comme un établissement thermal.
Elle meurt en 1739, à l'âge de 68 ans, au château de Schleusingen, qui a auparavant servi de siège aux comtes de Henneberg-Schleusingen. Elle a reçu ce château comme douaire. Par sa fille, elle est liée à la famille de Hesse, et sur cette base, elle est enterrée dans la crypte royale de la Martinskirche, à Cassel.

## Mariage et descendance
Son premier mariage a lieu le 20 août 1687 à Potsdam avec le prince Charles de Mecklembourg-Güstrow, le fils du duc Gustave-Adolphe de Mecklembourg-Güstrow et Madeleine-Sibylle de Holstein-Gottorp. Ils ont un enfant, qui est né le 15 mars 1688 et est décédé plus tard dans la journée. Son mari est mort ce jour-là.
Elle épouse en secondes noces, le 25 juin 1689 à Potsdam le duc Maurice-Guillaume de Saxe-Zeitz, fils du duc Maurice de Saxe-Zeitz et de sa deuxième épouse Dorothée-Marie de Saxe-Weimar. Elle lui survit 21 ans. Ils ont les enfants suivants:
1. Frédéric-Guillaume (Moritzburg, 26 mars 1690 - Moritzbourg, 15 mai 1690).
2. Dorothée-Wilhelmine de Saxe-Zeitz (Moritzbourg, 20 mars 1691 - Cassel, 17 mars 1743), mariée le 27 septembre 1717 à Guillaume VIII de Hesse-Cassel.
3. Caroline-Amélie (Moritzbourg, 24 mai 1693 - Moritzbourg, 5 septembre 1694).
4. Sophie-Charlotte (Moritzbourg, 25 avril 1695 - Moritzbourg, 18 juin 1696).
5. Frédéric-Auguste (Moritzbourg, 12 août 1700 - Halle, 17 février 1710).